# Hugo (Oklahoma)
Hugo is een plaats (city) in de Amerikaanse staat Oklahoma, en valt bestuurlijk gezien onder Choctaw County.

## Demografie
Bij de volkstelling in 2000 werd het aantal inwoners vastgesteld op 5536.
In 2006 is het aantal inwoners door het United States Census Bureau geschat op 5573, een stijging van 37 (0,7%).

## Geografie
Volgens het United States Census Bureau beslaat de plaats een oppervlakte van
14,4 km², geheel bestaande uit land. Hugo ligt op ongeveer 148 m boven zeeniveau.

## Geboren
- Bill Moyers (1934-2025), journalist en nieuwscommentator
- B. J. Thomas (1942-2021), zanger

## Plaatsen in de nabije omgeving
De onderstaande figuur toont nabijgelegen plaatsen in een straal van 28 km rond Hugo.

## Geboren in Hugo (Oklahoma)
- Bill Moyers (1934-2025), journalist en nieuwscommentator